# Zile de vară
Zile de vară este un serial evreiesc difuzat pe Disney Channel, care se concentrează pe 4 bune prietene, Tamar, Dafi, Elinor și Dana.

## Acțiunea
Serialul relatează povestea a patru tinere, Dana, Elinor, Tamar și Dafi, care locuiesc în aceeași clădire din Tel Aviv de când aveau 6 ani, și care au jurat că vor rămâne prietene pe veci. Dar în vacanța de vară, când fetele împlinesc 16 ani, Dana se mută în Italia, iar verișoara lui Tamar, Karine, vine tocmai din Los Angeles în Israel pentru a sta la rudele sale de aici toată vara. Tamar și un nou vecin, Gur, se îndrăgostesc unul de altul, motiv pentru care Elinor devine geloasă, deoarece și ea îl place pe Gur. Pentru a rămâne în legătură cu ea, Elinor, Dafi și Tamar intră zilnic pe Internet și o includ pe Dana în aventurile lor amuzante de vară. Cele trei fete plănuiesc, de asemenea, să lucreze pentru a strânge bani să o viziteze în Milano în ultima săptămâna de vacanță. Dar atunci când vine momentul să plece, oare vor reuși fetele să depășească obstacolele care pun în pericol prietenia lor de-o viață?
Protagonistele serialului sunt frumoase, talentate, la modă și cu opinii puternice. De-a lungul episoadelor, prietenia lor este pusă la încercare de multe ori pe măsură ce se transformă din adolescente în tinere și descoperă că au multe de învățat una despre alta.

## Personaje

### Principale
- Dafi Carmon, interpretată de Carmel Lotan.
Este o fată specială și foarte dornică să își ajute prietenele. Prietenele ei cele mai bune sunt Dana, Elinor, Tamar și Karine. Este o cântăreață desăvârșită, dar în primele episoade aceasta nu dorește să împarte opera ei cu nimeni. Apoi, datorită unei producătoare și manager foarte vestite în Israel, Sharon, devine faimoasă, însă nu tocmai cum se aștepta ea: trebuie să își schimbe felul de a fi, hainele și, în final, și iubiții. Cu toate acestea, primește și o veste bună: devine prietena idolului ei adolescentin, starul pop Dean Lahav. Apoi, Sharon descoperă că cei doi se iubesc nu numai de fațadă, așa cum aceasta își dorea, pentru ca presa de scandal să o mediatizeze pe Dafi, și dorește să îi separe. Deși reușește la început, în cele din urmă, dragostea lor triumfă, fără a lăsa nimic în urmă.
- Dana Treslan, interpretată de Noel Berkovitch.
Părinții Danei au trebuit să se mute la Milano, iar ea nu a putut să se împotrivească. Dana va putea fi văzută în fiecare episod prin intermediul chatului. Este o prietenă bună care le va ajuta pe parcurs pe cele 3 fete cu privire la relații sau probleme personale. Ea este îndrăgostită de Francesco, care pretinde că este ghidul ei turistic.
- Tamar Golan, interpretată de Lihi Kornowski.
După ce a avut grijă de câini, Tamar se angajează ca baby-sitter, pentru a face rost de bani. Prietenele ei cele mai bune sunt Dafi, Elinor și Dana. Se îndrăgostește de Gur, care o invită să iasă cu el din al doilea episod. Tamar are o verișoară care va veni în Israel din Los Angeles, însă aceasta se dovedește a fi o fată foarte înfumurată și extrem de pretențioasă. Tamar este și parte a audițiilor de dans ținute de Mika, coregrafa care a avut succes în Israel cu unele dintre cele mai importante trupe de hip-hop. Deși iubește dansul, va fi eliminată din trupa de dans, și datorită lui Gur va fi primită înapoi, fiindcă acesta o va ajuta să se pregătească fizic pentru acest moment. În timpul acestor pregătiri fizice, Tamar își fracturează un picior, iar părinții săi îi interzic băiatului să se mai vadă cu fata lor. În final, lucrurile o iau pe un făgaș bun. La finalul sezonului 1, Tamar va afla că mama ei este însărcinată.
- Elinor Kessler, interpretată de Gaya Gur Arie.
Elinor trăiește la începutul serialului o dramă, fiindcă este îndrăgostită și ea de Gur, la fel ca și Tamar, și nu-i poate spune prietenei sale acest lucru. Într-un final, Tamar va afla că și Elinor îl iubește pe Gur și, la un moment dat, îl părăsește pe acesta, nevrând s-o rănească pe Elinor, însă Elinor va trece peste sentimentele ei pentru Gur, iar el și Tamar se împacă în cele din urmă. Elinor este o fire descurcăreață, o persoană foarte calculată, care dă dovadă de cel mai bun simț organizatoric la restaurantul lui Boaz, Milk-Shake, unde devine organizator de evenimente. Întâlnește un băiat ulterior, dar se desparte de acesta, fiindcă era mai analitic decât ea, organizându-și fiecare moment al vieții pe hârtie.
- Karine Kramer (născută Horowitz), interpretată de Michaela Elkin.
Este verișoara lui Tamar. Karine este o fată răsfățată și insuportabilă, arhicunoscuta fată de bani gata căreia nu îi pasă decât de sine. Numai din pricina ei, fetele pierd concertul lui Dean Lahav. Pe parcurs, devine sociabilă, bună la suflet. În episodul 13, îi destăinuie lui Tom (fratele lui Elinor), care între timp se împrietenește cu ea, că motivul pentru care a venit din Los Angeles în Israel este că vrea să își găsească tatăl, Noah. Tom va deveni iubitul ei la finalul sezonului 1. Ceea ce ea știe este că mama ei i-a schimbat numele pentru a-l uita pe tatăl său, care a făcut mult rău familiei lor, însă la finalul sezonului îl va găsi și îl va accepta pe bărbat.
- Gur, interpretat de Gefen Barkai.
Este un băiat chipeș cu atitudine de cuceritor. Este îndrăgostit de Tamar, iar ea simte la fel pentru el. Gur a locuit inițial într-o vilă cu părinții și cu fratele său mai mic, Moochie, care cauzează multe probleme. Familia lui trece prin serioase probleme financiare, iar acest fapt va fi făcut cunoscut de către Tom, iar la finalul sezonului, Gur îi va spune aceste lucruri și lui Tamar.
- Tom Kessler, interpretat de Silvan Presler.
Este fratele geamăn al lui Elinor. Este un compozitor care se va dovedi mai târziu util lui Sharon pentru a lucra cu Dafi. Acesta se împrietenește cu Gur și îi va afla secretul. Tom se îndrăgostește de Karine și o ajută să își găsească tatăl, toate acestea făcându-l personajul cel mai important al serialului, cel care îi ajută pe toți.

### Episodice
- Sharon Dagan, interpretată de Dana Adini.
Este o faimoasă producătoare muzicală care îi descoperă pe Tom și pe Dafi cântând pe stradă și le oferă un contract, promițându-le faimă și mult noroc în industria muzicii. Tom este folosit de aceasta pentru ca, la final, Sharon să continue colaborarea doar cu Dafi, căreia îi controlează viața, dar aceasta este inconștientă, fiindcă îi face cunoștință cu cel pe care-l adoră, Dean Lahav.
- Francesco: ghidul Danei de la Milano. O ajută la Milano și devine prietenul ei.
- Dean Lahav: un star de renume al muzicii din Israel manageriat de Sharon, care are o cultură muzicală foarte impresionantă, acesta fiind atras de Dafi.
- Siegel: Mama lui Tamar, care la finalul sezonului 1 rămâne însărcinată.
- Micah și Ruth: părinții lui Gur, care au probleme financiare serioase.
- Moochie: fratele mai mic a lui Gur, și cel care se află în grija lui Tamar.
- Talia Kramer: mama lui Karine
- Noah Horovitz: tatăl lui Karine. El a fost în închisoare, ulterior alegând să își abandoneze fiica.
- Boaz: proprietarul Milk-Shake, șeful lui Gur, și fostul șef al lui Elinor.

## Zile de vară în lume
| Țara                 | Canal                         | Prima TV                                               | Titlu            |
| -------------------- | ----------------------------- | ------------------------------------------------------ | ---------------- |
| Costa Rica           | Disney Channel America Latina | 1 mai 2014 (premiera) 12 mai 2014 (restul episoadelor) | Diario de amigas |
| Ecuador              | Disney Channel America Latina | 1 mai 2014 (premiera) 12 mai 2014 (restul episoadelor) | Diario de amigas |
| Guatemala            | Disney Channel America Latina | 1 mai 2014 (premiera) 12 mai 2014 (restul episoadelor) | Diario de amigas |
| Honduras             | Disney Channel America Latina | 1 mai 2014 (premiera) 12 mai 2014 (restul episoadelor) | Diario de amigas |
| Mexic                | Disney Channel America Latina | 1 mai 2014 (premiera) 12 mai 2014 (restul episoadelor) | Diario de amigas |
| Panama               | Disney Channel America Latina | 1 mai 2014 (premiera) 12 mai 2014 (restul episoadelor) | Diario de amigas |
| Paraguay             | Disney Channel America Latina | 1 mai 2014 (premiera) 12 mai 2014 (restul episoadelor) | Diario de amigas |
| Peru                 | Disney Channel America Latina | 1 mai 2014 (premiera) 12 mai 2014 (restul episoadelor) | Diario de amigas |
| Republica Dominicană | Disney Channel America Latina | 1 mai 2014 (premiera) 12 mai 2014 (restul episoadelor) | Diario de amigas |
| Uruguay              | Disney Channel America Latina | 1 mai 2014 (premiera) 12 mai 2014 (restul episoadelor) | Diario de amigas |
| Venezuela            | Disney Channel America Latina | 1 mai 2014 (premiera) 12 mai 2014 (restul episoadelor) | Diario de amigas |
| Brazilia             | Disney Channel Brasile        | 1 mai 2014                                             | Diário de Amigas |
| România              | Disney Channel România        | 18 august 2014                                         | Zile de vară     |